# Новосибирские острова

Физическая карта Новосибирских островов

Новосиби́рские острова́ (якут. Саҥа Сибиир арыылара) — архипелаг в Северном Ледовитом океане между морем Лаптевых и Восточно-Сибирским морем, административно относится к Булунскому улусу Якутии. Площадь — 38,4 тыс. км². Новосибирские острова входят в состав охранной зоны Усть-Ленского заповедника.
Архипелаг состоит из трёх групп островов: Ляховские (5 островов), Анжу (15 островов), Де-Лонга (5 островов).
Название произошло от острова Новая Сибирь.

## История открытия
Новосибирские острова люди посещали более 8000 лет назад.

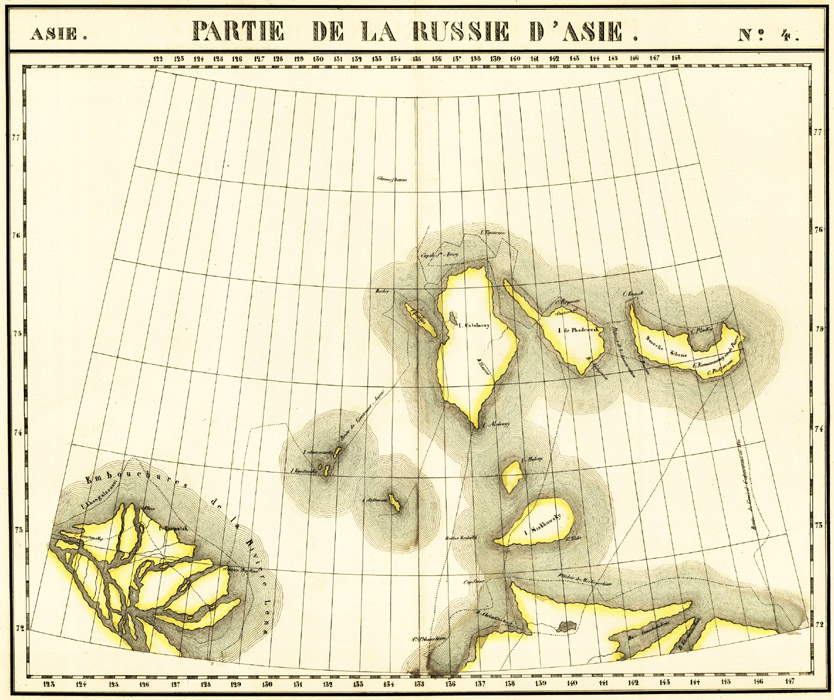
Филипп Вандермаелен. «Карта части Азиатской России № 4». Амстердам, около 1820. Литография, акварель. Земля Бунге ещё не была открыта, потому Фаддеевский и Котельный отображены отдельными островами

В 1646 году Михаил Стадухин сообщил якутскому воеводе Василию Пушкину, что он и его товарищи против устьев рек Индигирки и Колымы открыли большой остров: «Гораздо тот остров в виду, и горы снежны, и пади и ручьи знатны». Казаки считали этот остров и Новосибирский архипелаг частью огромной Новой Земли.
Первые достоверные сведения об островах в начале XVIII века сообщил казак Яков Пермяков, плававший от устья Лены к Колыме. В 1712 году он в составе казачьего отряда, возглавляемого Меркурием Вагиным, высадился на остров Большой Ляховский. Затем Яков Пермяков и Меркурий Вагин отправились на нартах к земле, которая лежала в море против Святого Носа. Это был самый южный остров Новосибирского архипелага — Первый Ляховский. На Первом Ляховском острове они заметили, что «на том острову олени и песцы и волки есть». Об этом рассказал Алексей Дементьев, участвовавший в первом походе, и засвидетельствовал, что к северу от Первого Ляховского острова сам видел ещё один остров.
По данным историка Сибири XIX века Г. Спасского, сибирские купцы Никита Шалауров и Иван Бахов в середине XVIII века на Новосибирских островах обнаружили залежи мамонтовой кости.
Летом 1761 года Никита Шалауров, плывя с Яны на Колыму, видел к северу от Святого Носа на широте 72° 33, долготе 148° «великую землю с горами о семи верхах». Эти слова записаны в судовом журнале экспедиционного судна «Вера, Надежда, Любовь» и на карте Н. Шалаурова. Следовательно, Шалауров был первым, кто поведал миру о Ляховских островах, первым положил их самые южные очертания на карту, представленную Адмиралтейств-коллегии и Сенату.
Несмотря на столь явные доказательства первооткрытия, принято считать, что Новосибирские острова обнаружил в 1770 году купец Иван Ляхов.
Однажды он на побережье Северного Ледовитого океана заметил стадо диких оленей, которые по льду привели его к неизвестному гористому острову. Через 20 вёрст показался второй остров, но олени не остановились и на нём и отправились дальше — к неизвестной земле. На новой земле Ляхов нашёл много песцов и мамонтовые бивни. Сообщив о своем открытии в Петербург, он просил разрешить ему монопольный промысел на островах. Такое право ему было предоставлено указом Екатерины II, причём острова императрица распорядилась называть Ляховскими. В 1773 году Иван Ляхов снова ходил на архипелаг и, идя по следу оленьего стада, вышел на третий остров — Котельный. Там он обнаружил следы пребывания прежних землепроходцев: котёл из зелёной меди, остатки какого-то деревянного судна и дрова. На новом архипелаге Ляхов организовал промысел песца и добычу мамонтовой кости и заложил два зимовья: Малое и Коренное.
В связи с промысловым освоением в 1775, 1777, 1778 годах на Ляховских островах была проведена государственная опись. Яков Санников, передовщик купцов Сыроватских, в 1800 году побывал на одном из малоизвестных, открытых в 1697 году сыном боярским Максимом Мухоплевым, маленьком гористом острове, который он назвал Столбовым. Во времена Санникова там стояли старые памятные знаки — русские кресты, воздвигнутые мореходами, плывшими из устья Лены на Индигирку и Колыму.
В 1805 году Яков Санников обнаружил остров Фаддеевский, а в следующем году — остров Новая Сибирь. В столице, узнав об этих открытиях, предположили, что в этом районе, возможно, в сторону Северной Америки простирается большая земля. В результате было принято решение направить в район открытия Санникова правительственные экспедиции.
Первую такую экспедицию возглавил зоолог по образованию Матвей Геденштром, служивший в Тобольске коллежским регистратором. В 1808—1810 годах экспедиция с помощью Якова Санникова провела опись архипелага.
В 1811 году Яков Санников нашёл на острове стоянку русского промышленника времён начала освоения Северо-Восточной Азии. О том, что русские ещё в XVII веке побывали на Новосибирских островах, свидетельствует и крест на могиле на острове Котельном, на котором Яков Санников видел надпись на русском языке. Работы Геденштрома на архипелаге продолжал талантливый геодезист П. Пшеницын.
В 1820 году экспедиция во главе с лейтенантом флота Петром Анжу составила точную карту островов, проведя маршрутные съёмки вдоль их берегов, также попыталась отыскать таинственную землю, виденную Яковом Санниковым.
В 1879—1880 годах архипелаг посетила американская полярная экспедиция Джорджа Делонга на шхуне «Жаннетта», открывшая острова Жаннетты и Генриетты.
В 1886 году Эдуард Толль исследовал Ляховские острова, а затем, совместно с доктором А. А. Бунге, объехал остров Котельный, с побережья которого якобы видел Землю Санникова. В 1898 году Толль, поддержанный Императорской Академией Наук и царским правительством, обеспокоенным проникновением в Арктику иностранцев, выступил в печати с предложением снарядить экспедицию на поиски Земли Санникова. Он вышел 8 июня 1900 года из Петербурга на шхуне «Заря».
На пути к острову Ляховскому Русская полярная экспедиция, не встретив льдов, беспрепятственно дошла до северной оконечности острова Котельного. Толль принял решение следовать к острову Беннетта, но вблизи него вошел в зону плотного тумана, в разрывах которого показались первые льды, а затем и ледяной барьер. «Заря» повернула назад к острову Котельному, где в Нерпичьей губе стала на зимовку, проведя метеорологические наблюдения. 23 мая 1901 года четыре человека во главе с Эдуардом Толлем на собачьих упряжках, захватив байдары, вышли в сторону острова Беннетта и пропали без вести.
Исследования Новосибирских островов и архипелага Де-Лонга продолжала Гидрографическая экспедиция Северного Ледовитого океана. В 1912 году ледокольные пароходы «Таймыр» и «Вайгач» подходили к Ляховским островам, где произвели опись многих участков. В 1913 году, возвращаясь на восток после открытия Северной Земли, корабли прошли севернее Новосибирских островов и открыли новый остров, присвоив ему имя Вилькицкого. В 1914 году, следуя от острова Врангеля на запад, «Вайгач» подошёл к ещё одному не положенному на карту острову, названному именем лейтенанта Жохова.

## Физико-географическая характеристика

### Геология

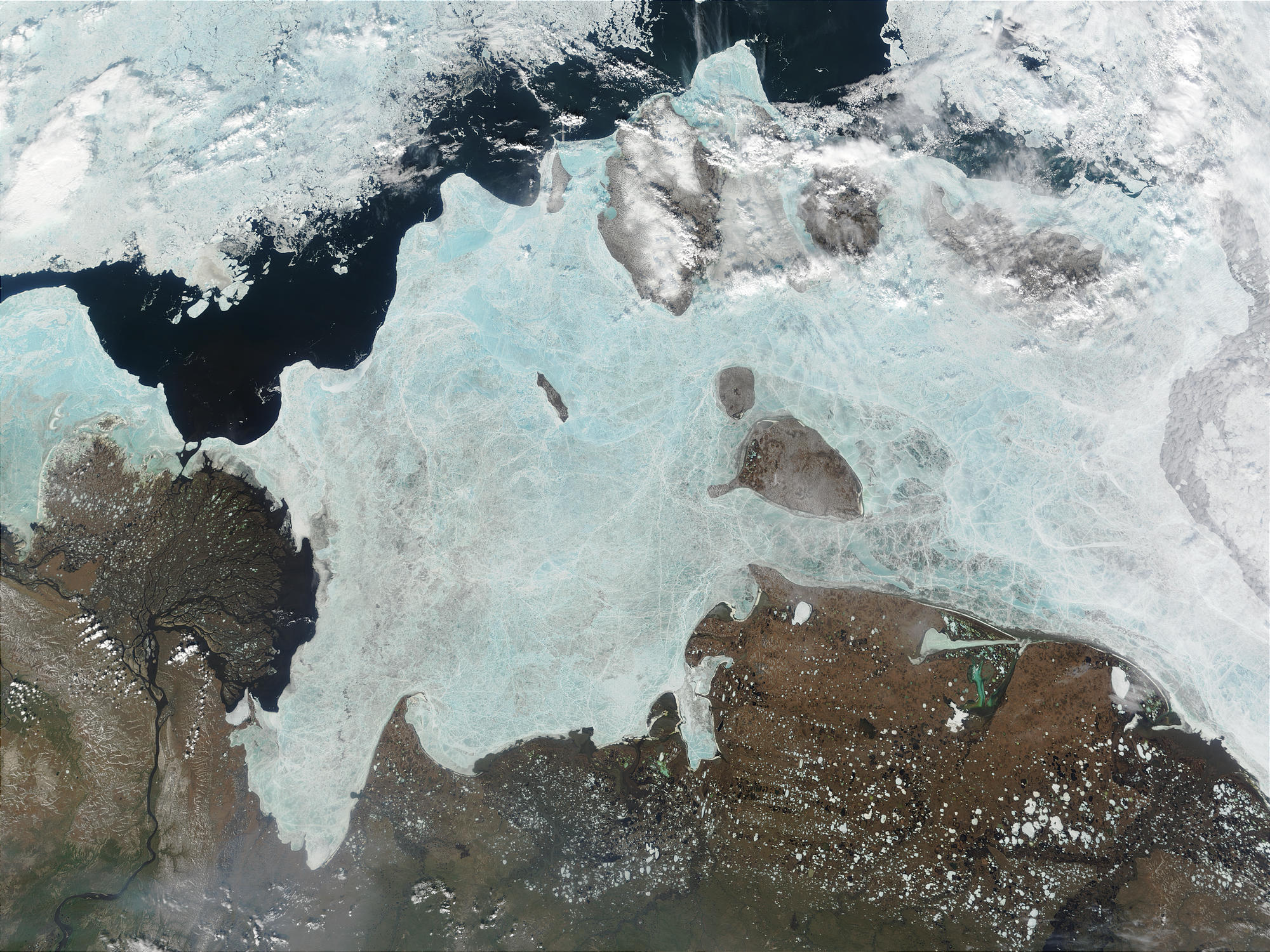
Новосибирские острова. Июнь, 2002

На архипелаге преобладают многолетнемёрзлые породы и подземные льды. Коренные породы, которые скрыты под рыхлыми четвертичными отложениями и мощными отложениями ископаемого льда — это известняк, сланец с интрузиями гранитов и гранодиоритов. В береговых обрывах из песчано-глинистого грунта, покрывающего ископаемый лёд, оттаивают остатки ископаемых растений и животных (мамонтов, носорогов, диких лошадей и др.), свидетельствующие о том, что много тысячелетий назад климат в этом районе был более мягкий. На островах наблюдается современная геотермальная активность и изменения рельефа вулканического характера.

### География
На Новосибирских островах много термокарстовых озёр, также есть небольшие реки и болота. Общая площадь островов составляет 38,4 тыс. км². Архипелаг состоит из трёх групп островов: Ляховских островов на юге, островов Анжу в центре и островов Де-Лонга на северо-востоке. Берега изрезаны крупными заливами и губами, много мысов. Развит рельеф аккумулятивных и эрозионно-денудационных равнин с разнообразными мерзлотными формами: термокарстовые котловины, морозобойные трещины, каменистые россыпи, байджарахи. Наивысшие точки: гора Де-Лонга, 426 м (остров Беннетта), гора Малакатын-Тас, 361 м (остров Котельный) и гора Эмий-Тас, 293 м (остров Большой Ляховский). Наивысшая точка острова Новая Сибирь — 62 м.

### Климат
Климат арктический. Зима устойчивая, с ноября по апрель оттепелей нет. Преобладающие температуры января от −28 °C до −31 °C. В июле на побережье температура обычно до 3 °C, в центральной части — на несколько градусов теплее, заморозки возможны в течение всего тёплого периода, но резких колебаний температуры не бывает вследствие близости моря. Годовое количество осадков достигает до 130 мм. Снежный покров держится более 9 месяцев

### Флора и фауна
Поверхность островов покрыта арктической тундровой растительностью (мхи, лишайники), из цветковых: полярный мак, лютики, крупки, камнеломки, ложечная трава. Из животных постоянно обитают: северный олень, песец, лемминг, белый медведь. Из птиц — полярная сова, белая куропатка. Обилие водоёмов привлекает сюда в летнее время уток, гусей, куликов. В прибрежных районах обитают чайки, гагары, чистики, кайры.
На архипелаге раньше вели промысел песца.
На острове Котельный с 1933 действует полярная станция «Остров Котельный».
С 2018 действует природный заказник «Новосибирские острова».

## Постоянная военная база
С 2012 года на Новосибирских островах проводятся военные учения Вооружённых Сил России (остров Котельный). В 2013 году на острова были доставлены военная техника и имущество. В сентябре 2014 было официально объявлено об организации постоянной военной базы в Арктике.

## Зимовья
В дореволюционные и советские времена существовали поселения на следующих островах:
- о. Котельный — Амбардах, Бхак Карга, полярная станция «Бунге», становище «Ангу (Анжу)» и множество зимовий и поварен; (в настоящее время существует полярная станция «Санникова»)
- о. Новая Сибирь — Бирули, Большое Зимовье;
- о. Большой Ляховский — Малое Зимовье;
- о. Малый Ляховский — Фёдоровский (Михайлова).

на архипелаге ≈100 зимовий, поварень и заброшенных поселений.

## Острова
- скала Бастын-Тас
- Бельковский
- остров Беннетта
- Большой Ляховский
- остров Вилькицкого
- остров Генриетты
- остров Жаннетты
- остров Железнякова
- остров Жохова
- Затопляемый 72°45′22″ с. ш. 134°06′51″ в. д.HGЯO[8]
- Котельный
- Малый Ляховский
- Матар
- Наносный
- Неизвестные
- Новая Сибирь
- Посадный
- Скрытый
- Столбовой
- остров Стрижёва
- Тас-Ары
- Усук-Карга
- Хоптолох
- Хопто-Терер
- Яя